# Nymphorgerius balchanica
Nymphorgerius balchanica är en insektsart som beskrevs av Alexander Fyodorovich Emeljanov 1978. Nymphorgerius balchanica ingår i släktet Nymphorgerius och familjen Dictyopharidae. Inga underarter finns listade i Catalogue of Life.